# Флаг Красногвардейского сельского поселения (Отрадненский район)
Флаг муниципального образования Красногварде́йское сельское поселение Отрадненского района Краснодарского края Российской Федерации — опознавательно-правовой знак, служащий официальным символом муниципального образования.
Флаг утверждён 20 января (мая?) 2012 года и внесён в Государственный геральдический регистр Российской Федерации с присвоением регистрационного номера 7657.

## Описание
«Прямоугольное полотнище с отношением ширины к длине 2:3, разделённое по вертикали на три части зелёную, жёлтую и зелёную в соотношении 1:2:1, несущее в жёлтой части полотнища изображение пяти соединённых в звезду цветков горицвета. Цветки воспроизведены в красном, чёрном и зелёном цветах».

## Обоснование символики
Флаг языком символов и аллегорий отражает исторические, культурные и экономические особенности сельского поселения.
Красногвардейское сельское поселение расположено в северных предгорьях Кавказского хребта, среди прекрасной природы. На горных склонах поселения произрастает множество различных лекарственных трав, что отражено, как и изображением цветков горицвета, так и зелёными полосами флага.
Цветок горицвета также является единым элементом флагов поселений Отрадненского района, аллегорически указывающим на красивейшие места и на наличие редчайшей флоры во всём районе, в том числе и самого горицвета.
Изображение пяти цветков горицвета говорит о том, что именно на землях данного поселения произрастает самое большое, на Северном Кавказе, количество этих цветков. Пять красных цветков горицвета, собранные в пятилучевую звезду, также аллегорически указывают на наименование поселения — Красногвардейское.
Зелёный цвет символизирует природу и сельское хозяйство поселения, а также плодородие, жизнь, здоровье, надежду, радость, изобилие, возрождение.
Жёлтая полоса аллегорически указывает на то, что поселение аграрное и основу его экономического развития составляет выращивание зерновых.
Жёлтый цвет (золото) символизирует величие, богатство и процветание, прочность, а также говорит о верности, славе и заслугах жителей сельского поселения.